# Stiphromyrmex robustus
Stiphromyrmex robustus – wymarły gatunek mrówek, jedyny przedstawiciel rodzaju Stiphromyrmex.